# Битка при Тахов
Битката при Тахов се състои през 1427 г. и се води между обединените хуситски сили на Пражкия съюз и таборитите, и войските на Четвъртия кръстоносен поход срещу Бохемия. Според източниците кръстоносците разполагат със собствени бойни фургони, но въобще не ги използват ефективно. Победата на хуситите отблъсква и тази кръстоносна кампания и следват четири години без нови нападения над Бохемия. Този период се използва от Прокоп Велики за превантивни и наказателни нападения над Силезия, Полша и Саксония. Католиците са принудени да търсят компромис по отношение на хуситите на Фераро-Флорентинския църковен събор.
- Мемориал на мястото на битката (1971)